# Yad Vashem

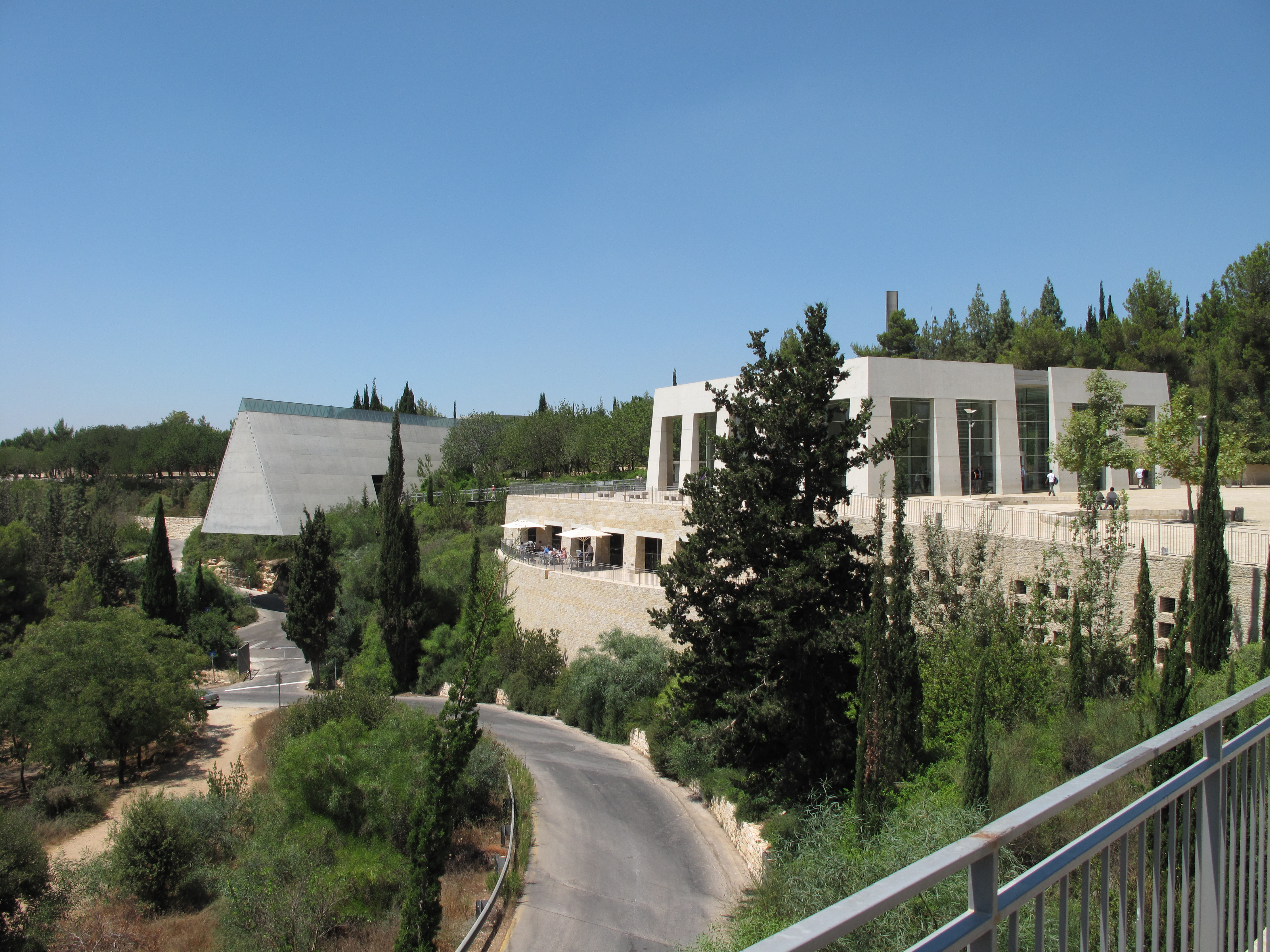

Yad Vashem (יד ושם - Yad Vashem) là một khu tưởng niệm ở Jerusalem. Đây là trung tâm tưởng niệm cho các nạn nhân của Holocaust, rộng 18,0 ha (44,5 mẫu Anh) và bao gồm Hội trường tưởng niệm (Hall of Remembrance), Bảo tàng Holocaust nghệ thuật, điêu khắc, các địa điểm ngoài trời như Thung lũng của các cộng đồng, một giáo đường Do Thái, một viện nghiên cứu với các tài liệu lưu trữ, thư viện, nhà xuất bản, và một trung tâm giáo dục tên là Trường Quốc tế / Viện Nghiên cứu Holocaust.
Được thành lập vào năm 1953, Yad Vashem nằm trên sườn phía tây của núi Herzl trên Núi Remembrance ở Jerusalem, cao 804 mét (2.638 ft) trên mực nước biển và tiếp giáp với rừng Jerusalem. ("Mount of Remembrance", "Núi tưởng niệm").

## Bộ sưu tập

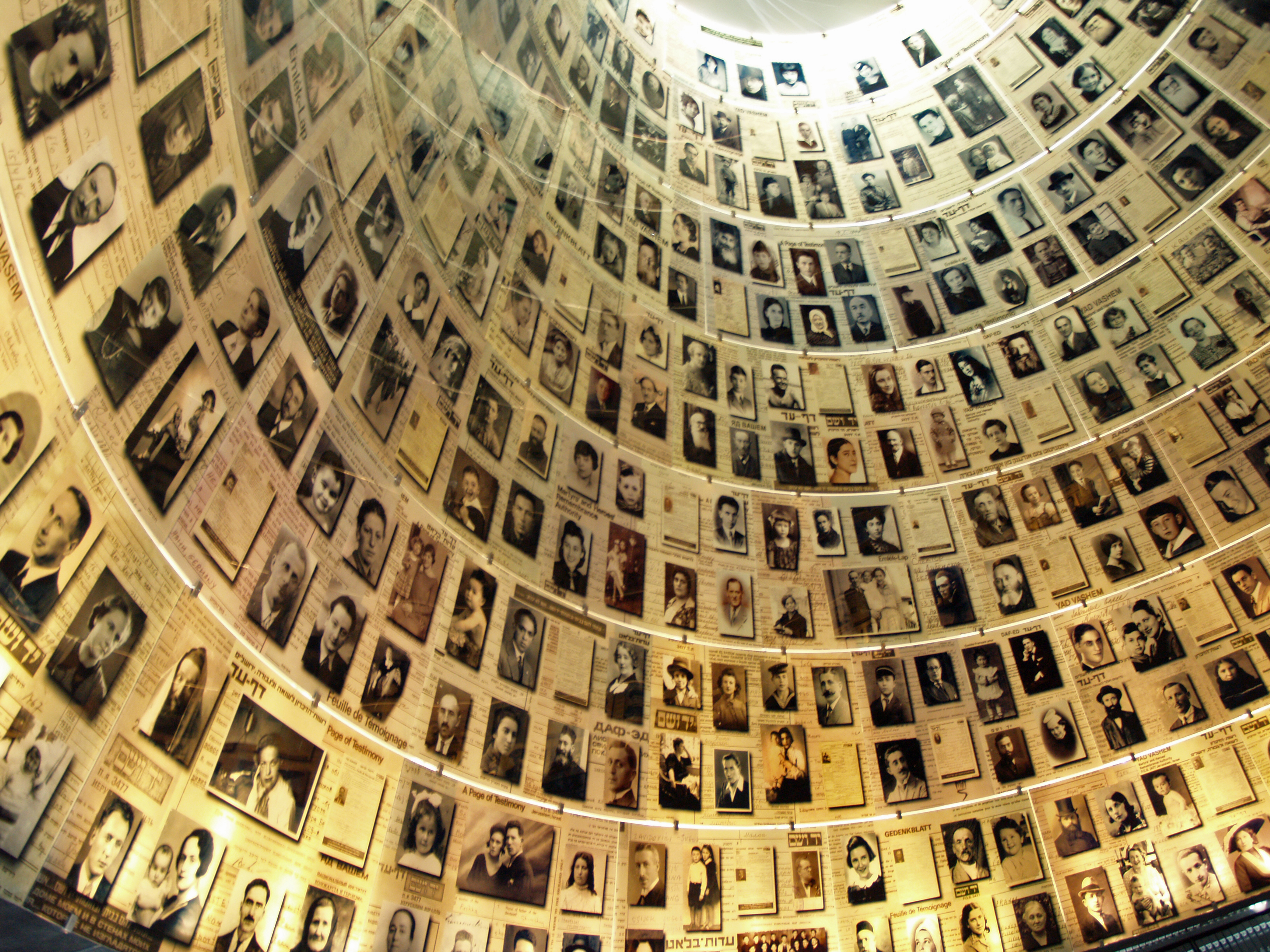
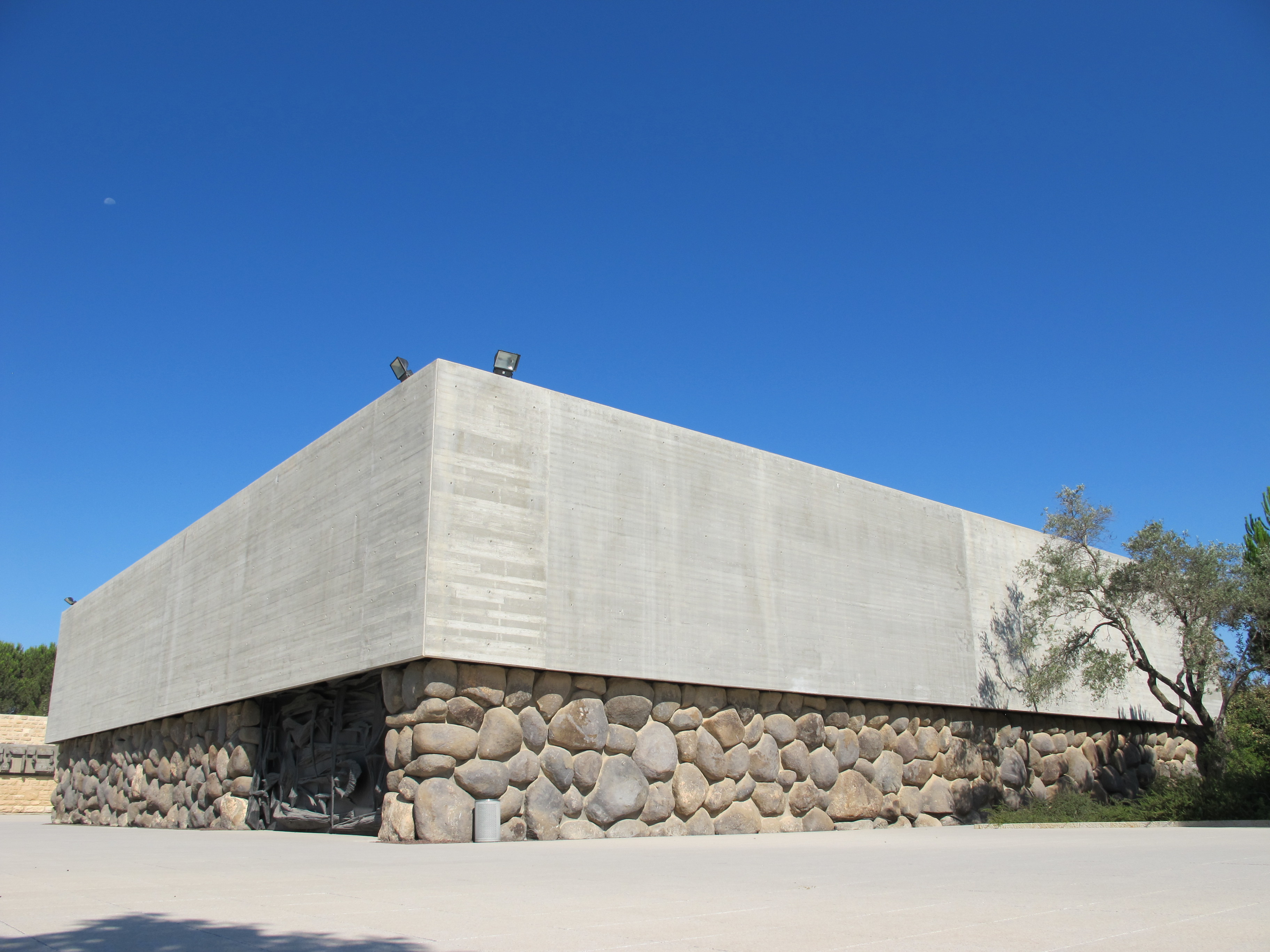
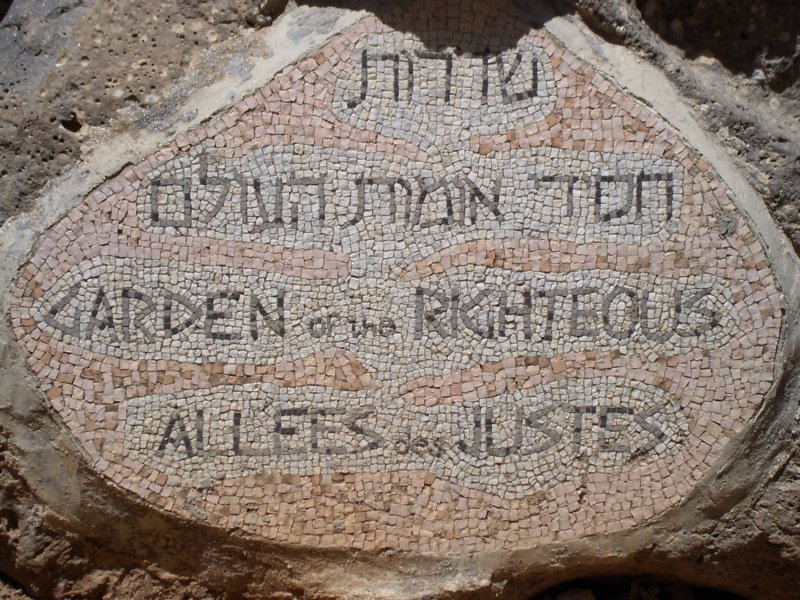
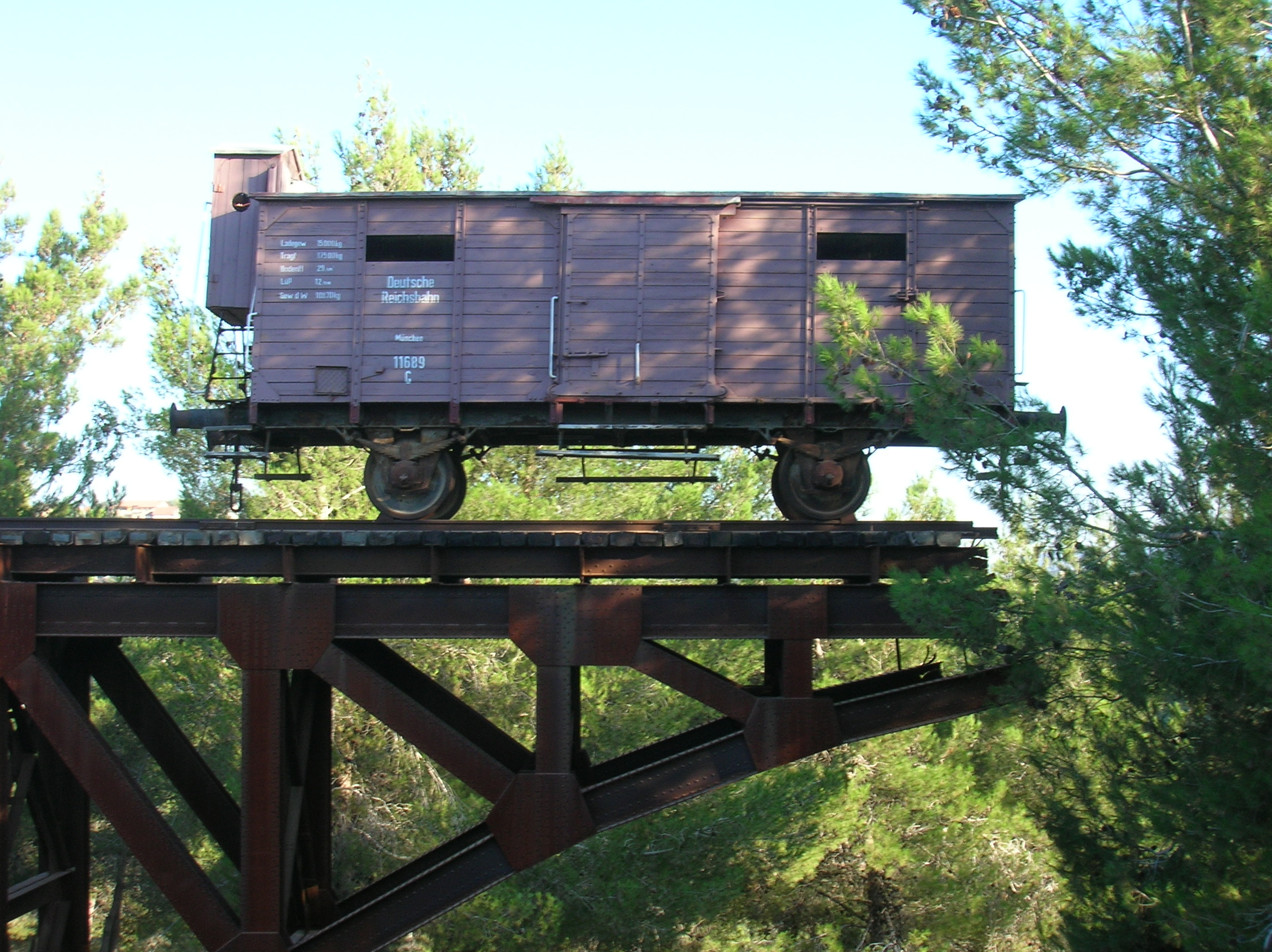
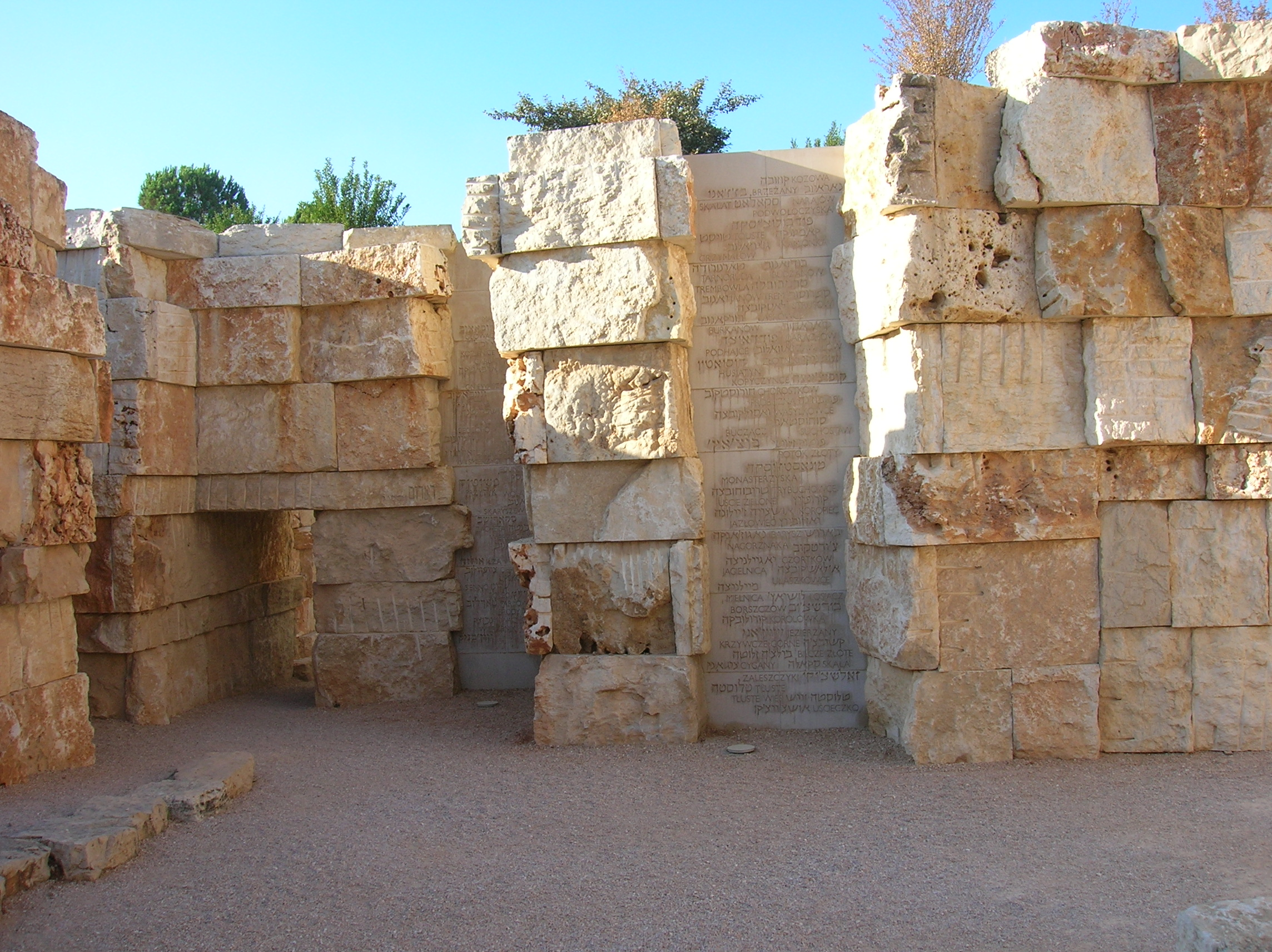
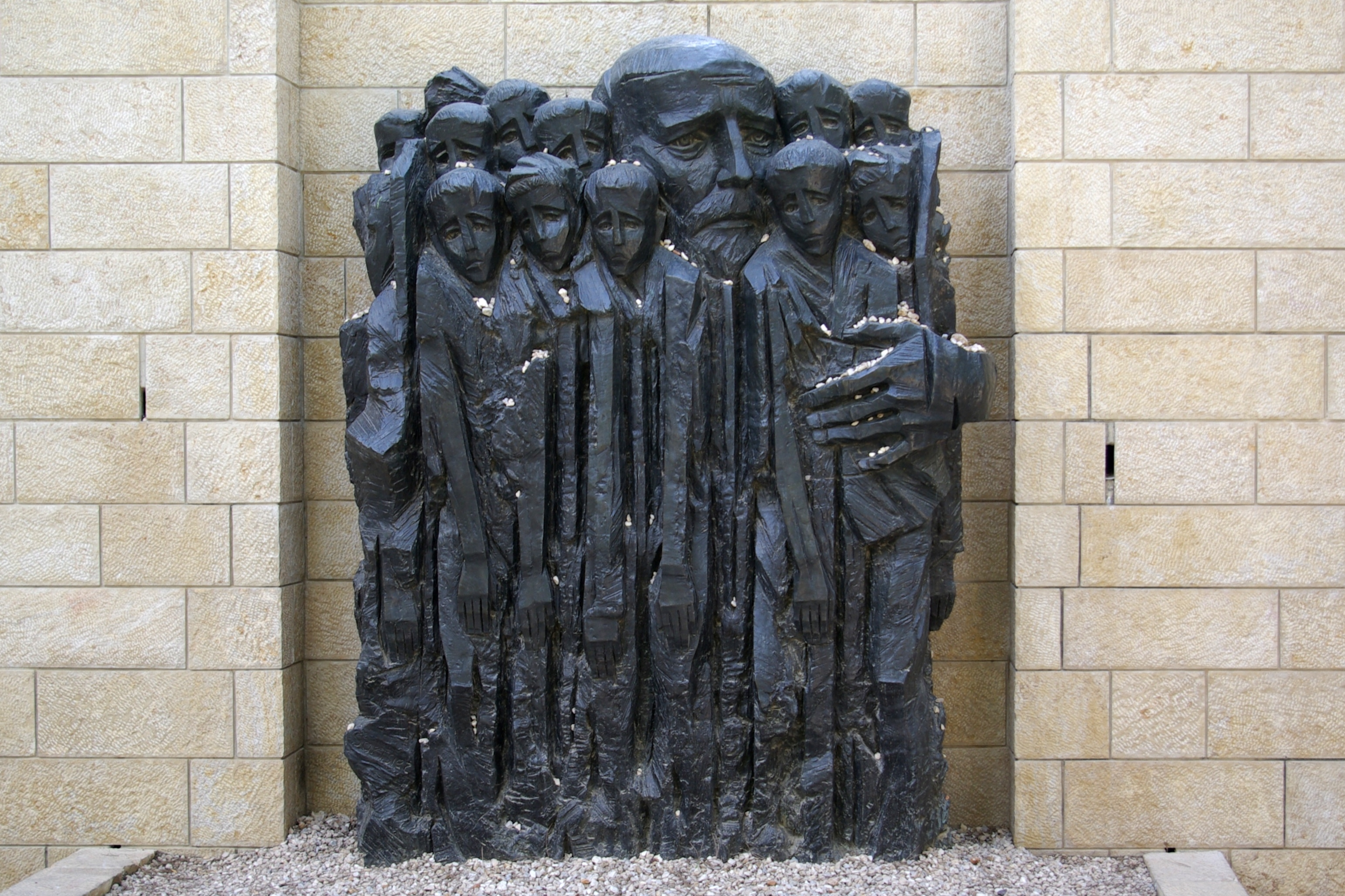
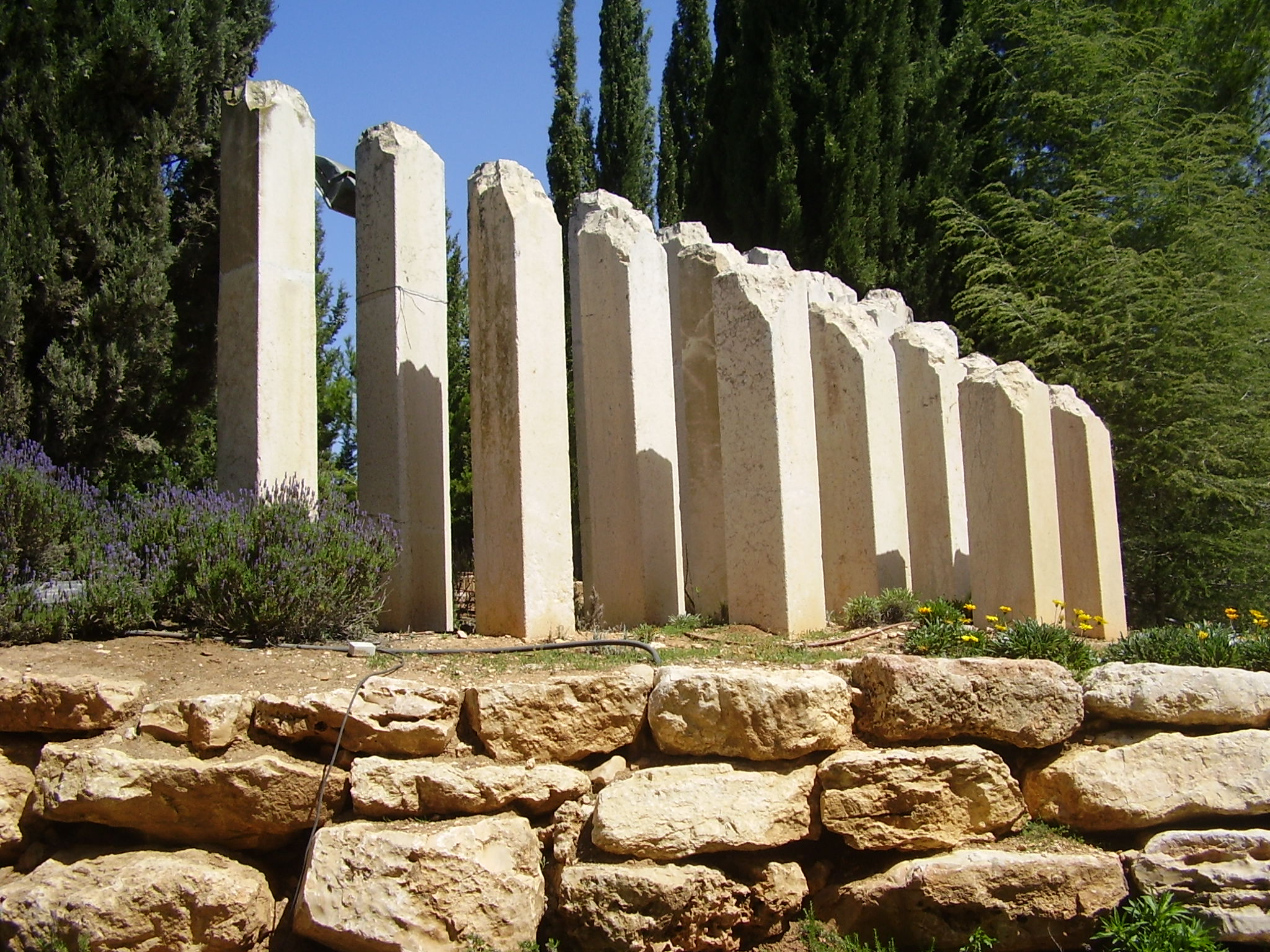
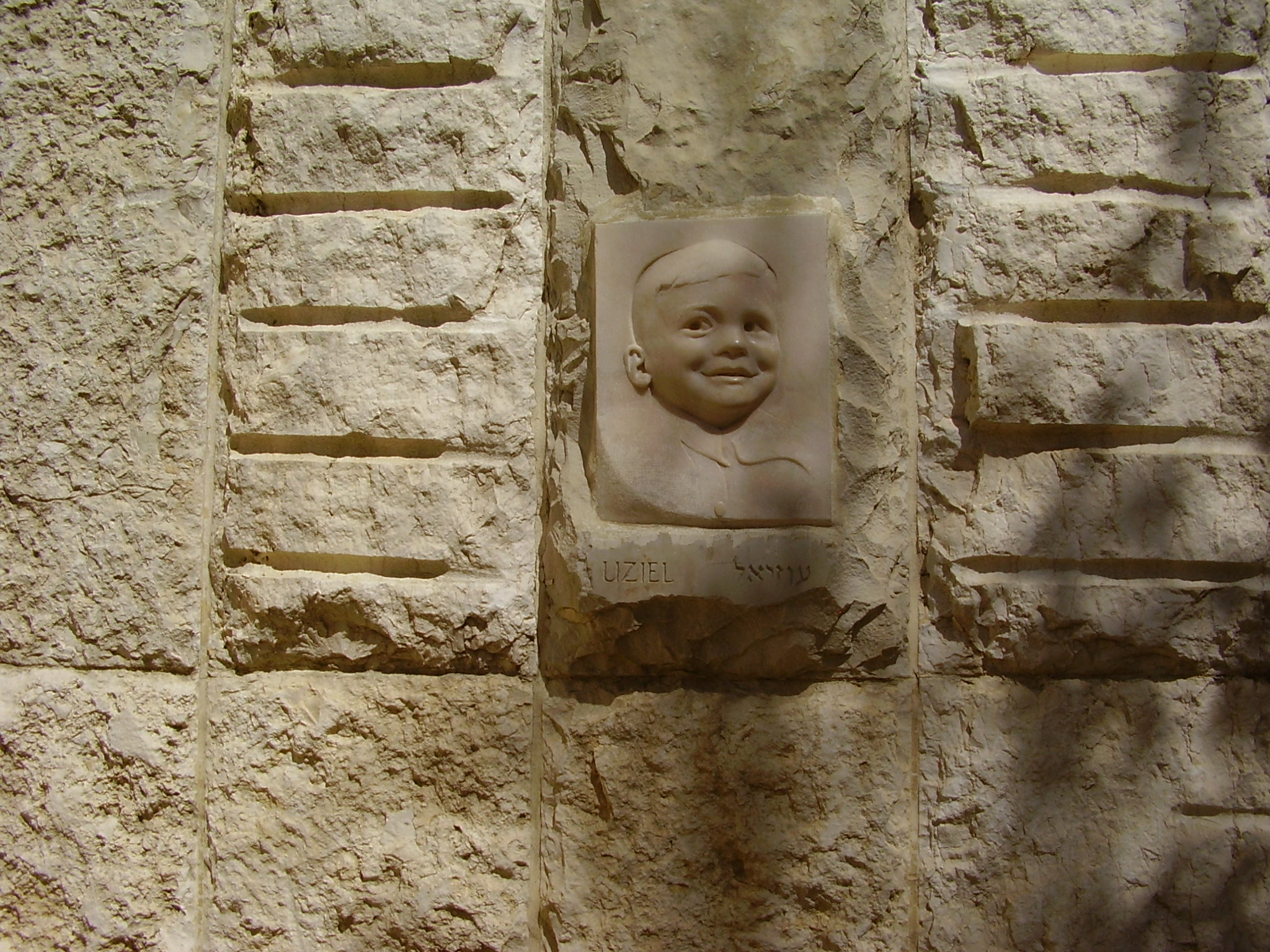